# Michael Leveilly

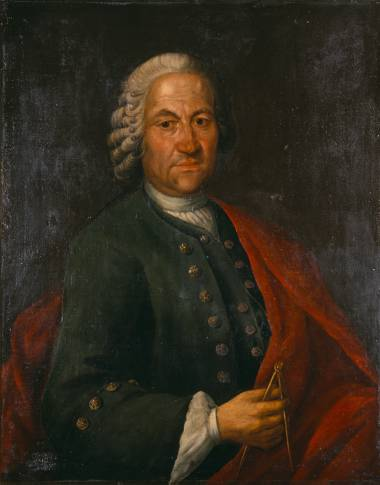
Bildnis des Michael Leveilly, François Rousseau, um 1750

Michael Leveilly (auch: Michel Leveilly, Michael Leveillé; * 1694 in Frankreich; † 23. Januar 1762 in Bonn) war ein französischer Architekt.

## Leben
Leveilly war vermutlich ein Schüler von François Blondel d. J. oder von Robert de Cotte. 1717 kam er aufgrund des Betreibens von Kurfürst Joseph Clemens von Bayern als Architektur- und Ausstattungszeichner nach Bonn, um bei der Verwirklichung der vom Pariser Hofarchitekten Robert de Cotte entworfenen Bauwerke zu helfen.
1722 übersiedelte er dann ganz nach Bonn. Nach dem Tode des Kurfürsten 1723 wurde er in die Dienste des nachfolgenden Kurfürsten Clemens August von Bayern übernommen. 1728 wurde Leveilly zum Unterbaumeister ernannt und war auch für die Gärten zuständig, 1733 wurde er dann Oberbaumeister. Dabei war Leveilly hauptsächlich als ausführender Baumeister tätig, der die Pläne von François de Cuvilliés d. Ä. verwirklichte, dabei aber auch eigene Ideen einbrachte und umsetzte, insbesondere für die Innenausbauten. Neben seiner Tätigkeit als Hofarchitekt arbeitete er auch für die Stadt Bonn, deren Altes Rathaus er plante und errichtete.
Am 10. Februar 1722 heiratete er in St. Remigius die Bonnerin Anna Maria Seron (1700–1741). Das Paar bekam neun Söhne und sechs Töchter. In zweiter Ehe nahm Leveilly am 5. Dezember 1743 in der Bonner Pfarrkirche St. Gangolf Agnes Gladbach zur Frau.

## Werke
- Schlösser Augustusburg und Falkenlust
- Altes Rathaus Bonn
- Graurheindorfer Burg
- Schloss Arff
- Koblenzer Tor Bonn
- Priesterseminar Köln (1864 abgerissen)
- Pförtnerhaus des Poppelsdorfer Schlosses
- Plettenberger Hof (Bauleitung von 1729 bis 1733)
- Schloss Türnich, Kerpen
- (Zuschreibung) Umbau und Erweiterung der Sternenburg in Poppelsdorf, um 1737 (1908 abgebrochen)[3]

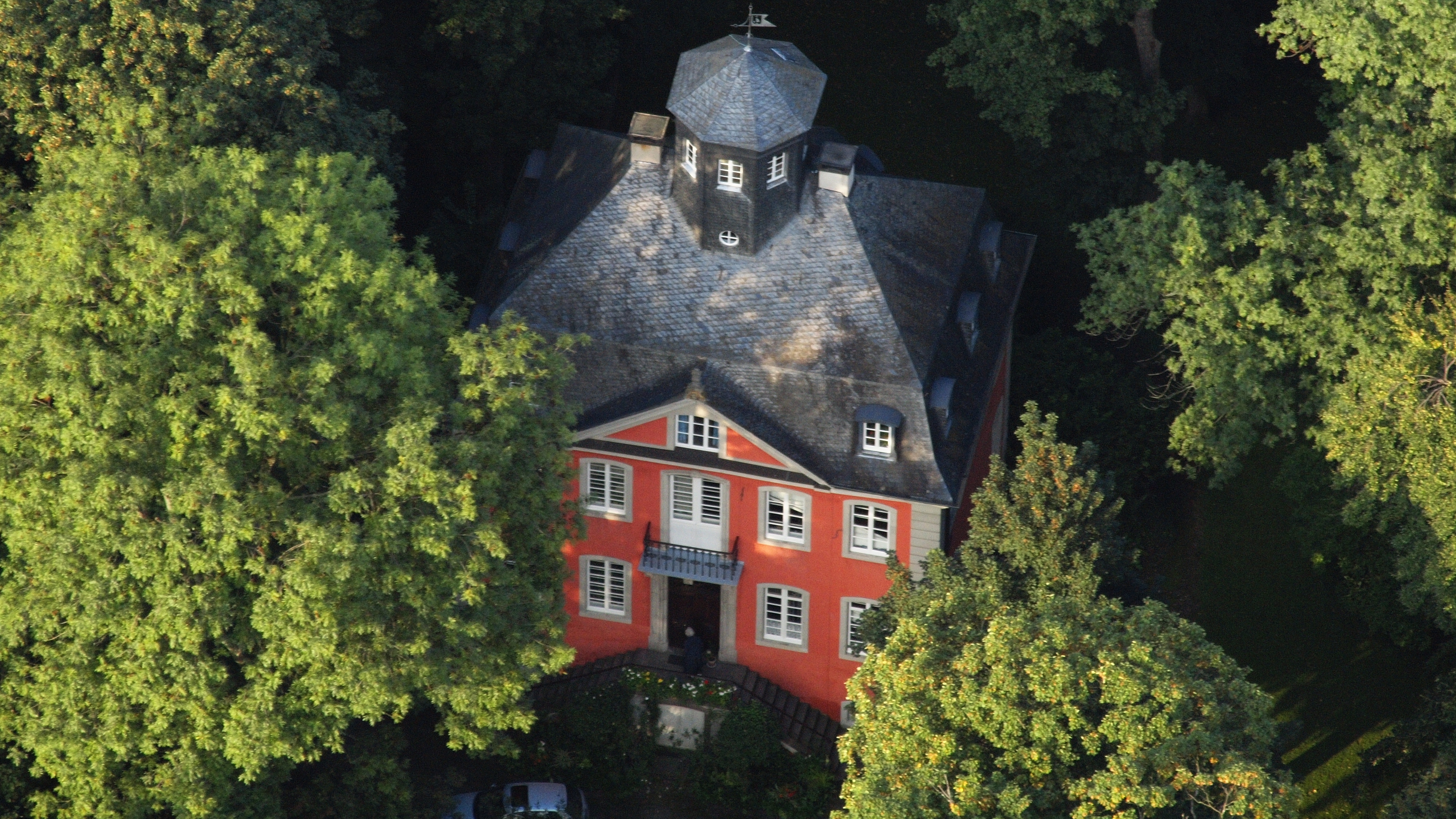
Graurheindorfer Burg